# Kullsjön, Västerbotten
Kullsjön är en sjö i Vindelns kommun i Västerbotten och ingår i Sävaråns huvudavrinningsområde. Sjön har en area på 0,124 kvadratkilometer och ligger 243,4 meter över havet.

## Delavrinningsområde
Kullsjön ingår i det delavrinningsområde (715380-169463) som SMHI kallar för Inloppet i Vägsjön. Medelhöjden är 285 meter över havet och ytan är 13,72 kvadratkilometer. Det finns inga avrinningsområden uppströms utan avrinningsområdet är högsta punkten. Vattendraget som avvattnar avrinningsområdet har biflödesordning 2, vilket innebär att vattnet flödar genom totalt 2 vattendrag innan det når havet efter 93 kilometer. Avrinningsområdet består mestadels av skog (71 procent) och sankmarker (22 procent). Avrinningsområdet har 0,13 kvadratkilometer vattenytor vilket ger det en sjöprocent på 0,9 procent.